# Art pendant la Réforme protestante et la Contre-Réforme
La Réforme protestante du XVIe siècle en Europe a presque entièrement rejeté la tradition existante de l'art catholique, et en a détruit un grand nombre d'œuvres. Une nouvelle tradition artistique s'est développée, produisant des quantités d'art beaucoup plus réduites qui suivaient les programmes protestants et divergeaient radicalement de la tradition de l'Europe du Sud et de l'art humaniste produit pendant la Haute Renaissance. Les Églises luthériennes, au fur et à mesure de leur développement, acceptent un rôle limité pour les grandes œuvres d'art dans les églises, et encouragent également les gravures et les illustrations de livres. Les calvinistes restent fermement opposés à l'art dans les églises et se méfient des petites images imprimées de sujets religieux, bien qu'ils acceptent généralement sans réserve les images profanes dans leurs foyers.
À son tour, la Contre-Réforme catholique a à la fois réagi aux critiques protestantes de l'art du catholicisme romain et y a répondu pour produire un style d'art catholique plus strict. L'art religieux protestant a épousé les valeurs protestantes et a contribué à la prolifération du protestantisme, mais la quantité d'art religieux produite dans les pays protestants a considérablement diminué. Les artistes des pays protestants se sont diversifiés dans des formes d'art profanes comme la peinture d'histoire, la peinture de paysage, la peinture de portrait et la nature morte.

## Art pendant la Réforme protestante

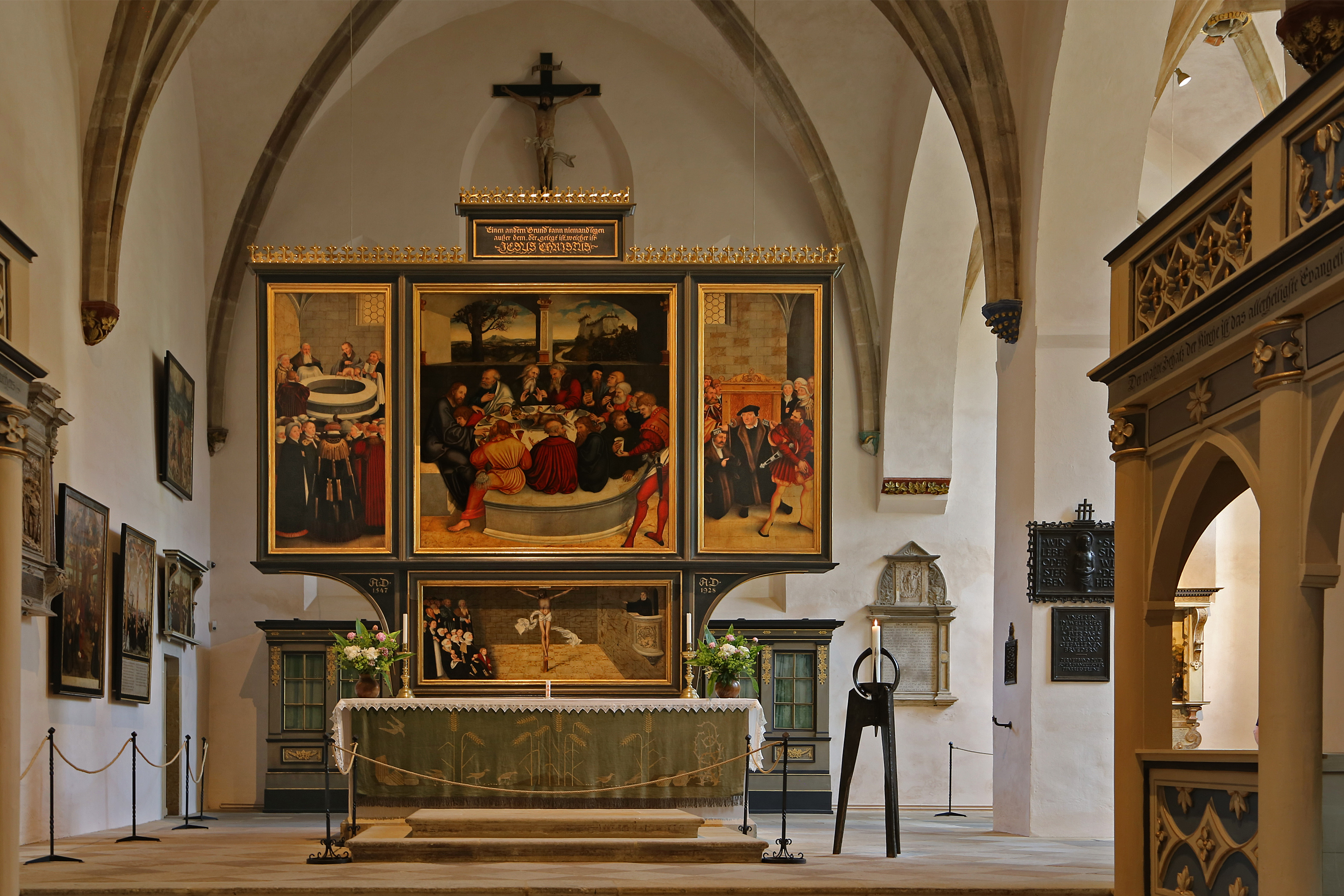
L'autel de l', de Lucas Cranach l'Ancien (c. 1548). Une œuvre luthérienne ancienne représentant les principaux réformateurs en apôtres lors de la Cène.

La Réforme protestante est un mouvement religieux qui s'est produit en Europe occidentale au cours du XVIe siècle et qui a entraîné une division du christianisme entre les catholiques romains et les protestants. Ce mouvement « a créé une division Nord-Sud en Europe, où généralement les pays du Nord sont devenus protestants, tandis que les pays du Sud sont restés catholiques ».
La Réforme a donné naissance à deux branches principales du protestantisme : l'une était les églises évangéliques luthériennes, qui suivaient les enseignements de Martin Luther, et l'autre les églises réformées (ou calvinisme), qui suivaient les idées de Jean Calvin et Ulrich Zwingli. De ces branches sont nées trois grandes sectes : la tradition luthérienne, ainsi que les traditions réformée continentale et anglicane, ces deux dernières suivant la foi réformée (calviniste). 
Les luthériens et les réformés avaient des points de vue différents concernant l'imagerie religieuse,.

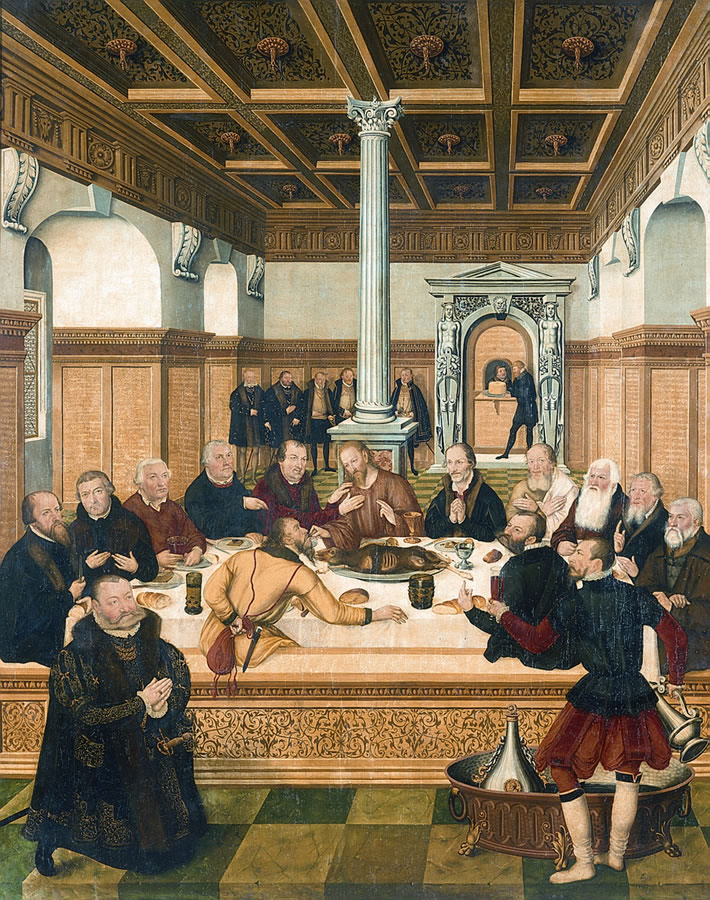
La Cène, de Lucas Cranach le Jeune (1565, église de Saint-Jean, à Dessau-Roßlau.

En Allemagne, Martin Luther a autorisé et encouragé l'affichage d'une gamme restreinte d'images religieuses dans les églises, considérant l'Église évangélique luthérienne comme la continuation de « l'ancienne Église apostolique ». L'utilisation d'images est l'une des questions sur lesquelles Luther s'est fortement opposé au plus radical Andreas Bodenstein. Pendant quelques années, des retables luthériens, comme la La Cène de Lucas Cranach le Jeune, ont été produits en Allemagne, notamment par l'ami de Luther, Lucas Cranach l'Ancien, pour remplacer les retables catholiques. Ils contenaient souvent des portraits des principaux réformateurs en tant qu'apôtres ou autres protagonistes, mais conservaient la représentation traditionnelle de Jésus. Ainsi, « le culte luthérien est devenu une chorégraphie rituelle complexe se déroulant dans un intérieur d'église richement meublé ». Les luthériens ont continué à utiliser le crucifix, car il mettait en évidence leur vision élevée de la théologie de la croix,. Des histoires se sont développées sur des images « indestructibles » de Luther, qui avaient survécu à des incendies grâce à une intervention divine. Ainsi, pour les luthériens, « la Réforme a renouvelé plutôt que supprimé l'image religieuse ».
D'autre part, il y a eu une vague d'iconoclasme, ou de destruction de l'imagerie religieuse. Cela a commencé très tôt dans la Réforme, lorsque des étudiants d'Erfurt ont détruit un autel en bois dans le prieuré des Franciscains en décembre 1521. Plus tard, le christianisme réformé a montré une hostilité constante aux images religieuses, considérées comme de l'idolâtrie, en particulier la sculpture et les grandes peintures. Les illustrations de livres et les gravures étaient plus acceptables, car elles étaient plus petites et plus privées. Les dirigeants réformés, en particulier Ulrich Zwingli et Jean Calvin, ont activement éliminé les images des églises sous le contrôle de leurs adeptes, et ont considéré la grande majorité des images religieuses comme idolâtres. Les premiers calvinistes se méfiaient même des portraits du clergé ; Christopher Hales (qui allait bientôt faire partie des exilés mariaux) essaya de se faire envoyer de Zurich les portraits de six divins, et jugea nécessaire d'expliquer ses motifs dans une lettre de 1550 : « Ceci n'est pas fait [...] dans le but de faire de vous des idoles ; ils sont désirés pour les raisons que j'ai mentionnées, et non pour l'honneur ou la vénération. »

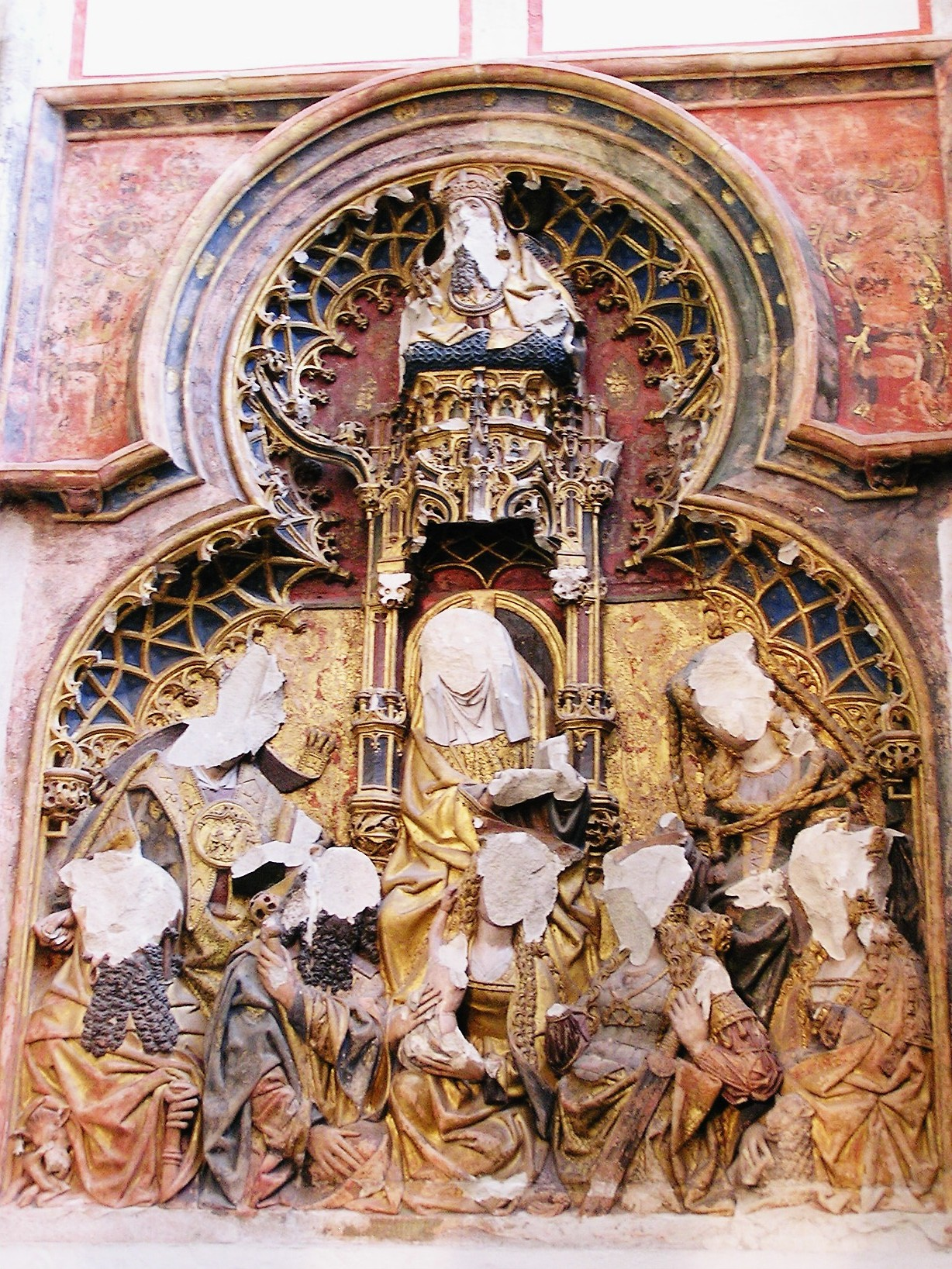
Statues en bas-relief de la cathédrale Saint-Martin d'Utrecht, partiellement détruites lors de la crise iconoclaste néerlandaise du XVIe siècle.

La destruction était souvent extrêmement clivante et traumatisante au sein des communautés, une indéniable manifestation physique, souvent imposée d'en haut, qui ne pouvait être ignorée. C'est précisément pour cette raison que les réformateurs préféraient un coup d'État unique et dramatique, et de nombreux actes prématurés dans cette ligne ont fortement accru l'hostilité ultérieure entre catholiques et calvinistes dans les communautés — car c'est généralement au niveau de la ville, de la cité ou du village que de telles actions se produisaient, sauf en Angleterre et en Écosse.
Les réformateurs se sentent souvent poussés par de fortes convictions personnelles, comme le montre le cas de Frau Göldli, sur lequel on demande à Zwingli de donner son avis. Il s'agissait d'une Suissesse qui avait promis à saint Apollinaire de faire don d'une image du saint à un couvent local si elle guérissait d'une maladie, ce qu'elle fit. Plus tard, elle est devenue protestante et, sentant qu'elle devait revenir sur ce qu'elle considérait désormais comme une mauvaise action, elle s'est rendue à l'église du couvent, a enlevé la statue et l'a brûlée. Poursuivie pour blasphème, elle a payé une petite amende sans se plaindre, mais a refusé catégoriquement de payer la somme supplémentaire que le tribunal a ordonné de verser au couvent pour remplacer la statue, s'exposant ainsi à de graves sanctions. La lettre de Zwingli conseillait d'essayer de payer aux religieuses une somme plus importante à condition qu'elles ne remplacent pas la statue, mais le résultat final est inconnu. À la fin de sa vie, après que les démonstrations de force iconoclastes sont devenues une caractéristique des premières phases des guerres de Religion françaises, même Calvin s'est alarmé et les a critiquées, réalisant qu'elles étaient devenues contre-productives.
Les sujets importants dans l'art catholique autres que Jésus et les événements de la Bible, comme Marie et les saints, étaient beaucoup moins mis en valeur ou désapprouvés par la théologie protestante. En conséquence, dans une grande partie de l'Europe du Nord, l'Église a pratiquement cessé de commander de l'art figuratif, laissant la dictée du contenu entièrement entre les mains des artistes et des consommateurs laïcs. Le calvinisme s'est même opposé à l'art funéraire non religieux, comme l'héraldique et les effigies chères aux riches de la Renaissance. Dans l'art religieux, les images iconiques du Christ et les scènes de la Passion deviennent moins fréquentes, tout comme les représentations des saints et du clergé. Les scènes narratives de la Bible, notamment sous forme d'illustrations de livres et de gravures, et, plus tard, les représentations moralisatrices de la vie moderne sont préférées. Les deux Cranach ont peint des scènes allégoriques exposant les doctrines luthériennes, en particulier une série sur Loi et Évangile, avec notamment les tableaux de Gotha et de Prague. Daniel Hisgen, peintre rococo allemand du XVIIIe siècle en Haute-Hesse, s'est spécialisé dans les cycles de peintures bibliques décorant le devant du parapet de la galerie dans les églises luthériennes dotées d'une galerie supérieure, une position moins proéminente qui satisfaisait les scrupules luthériens. Les buffets d'orgue en bois étaient également souvent peints de scènes similaires à celles des églises catholiques.

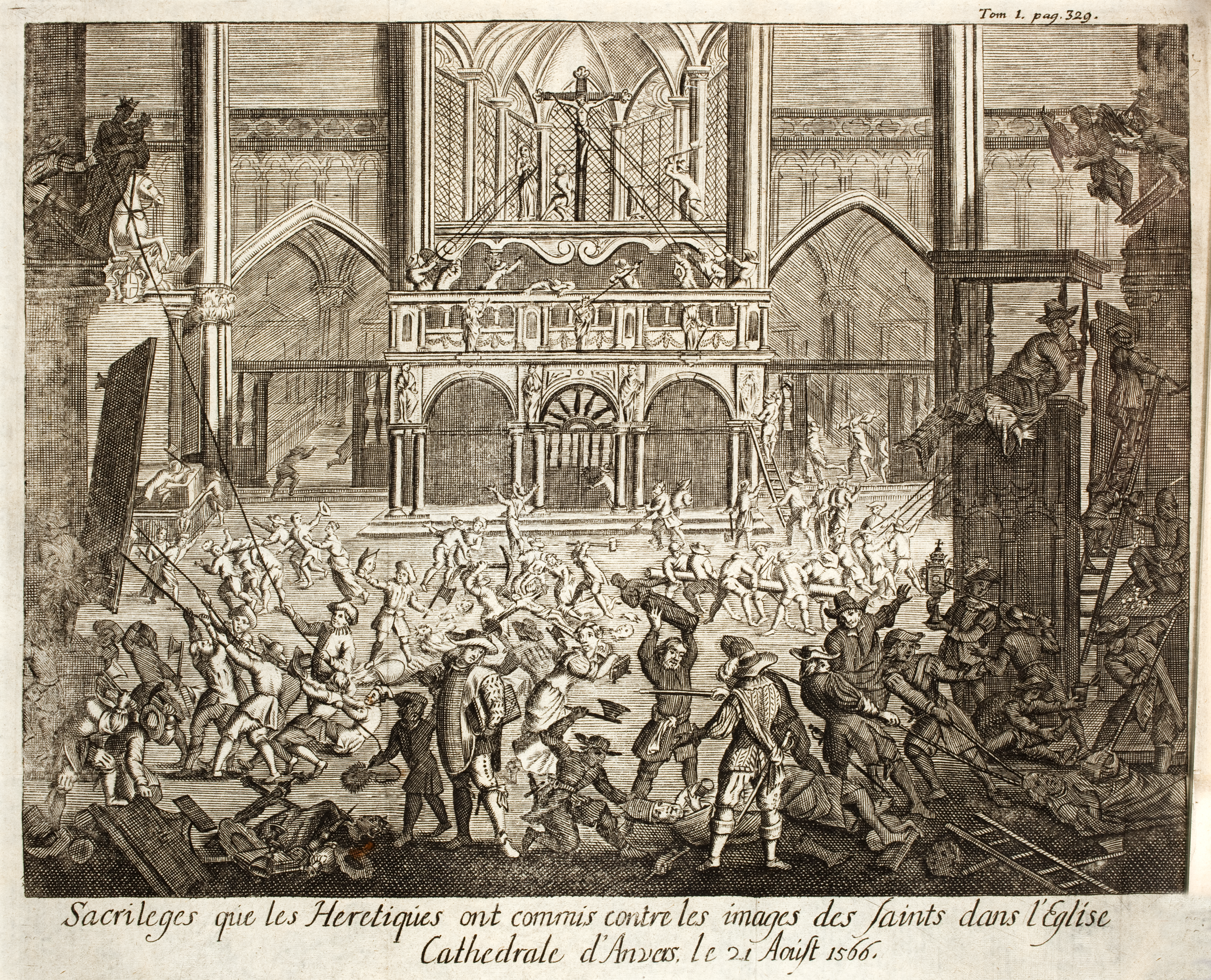
Sacrileges que les Heretiques ont commis contre les images des Saints dans l'Eglise Cathedrale d'Anvers le 21 Aoust 1566, gravure dans l’Histoire de la guerre des Païs-Bas, de Famien Strada.

Les luthériens ont fortement défendu leur art sacré existant contre une nouvelle vague d'iconoclasme calviniste anti-luthérien dans la seconde moitié du siècle, alors que les souverains ou les autorités municipales calvinistes tentaient d'imposer leur volonté aux populations luthériennes dans la « Seconde Réforme » d'environ 1560-1619,. Contre les réformés, les luthériens s'exclament : « Noirs calvinistes, vous donnez la permission de briser nos images et de couper nos croix ; nous allons vous briser vous et vos prêtres calvinistes en retour. » La furie iconoclaste, une vague importante et très désordonnée de destruction par la foule calviniste d'images et d'équipements d'église catholiques qui s'est répandue dans les Pays-Bas au cours de l'été 1566, a été la plus grande manifestation de ce type, avec des répercussions politiques drastiques. Cette campagne d'iconoclasme calviniste « a provoqué des émeutes réactives de la part des foules luthériennes » en Allemagne et « a suscité l'hostilité des orthodoxes orientaux voisins » dans la région de la Baltique. Des schémas similaires aux actions allemandes, mais avec en plus l'encouragement et parfois le financement du gouvernement national, ont été observés dans l'Angleterre anglicane pendant la Première révolution anglaise et le Commonwealth d'Angleterre au siècle suivant, où l'art des églises paroissiales médiévales a subi plus de dommages que pendant la Réforme anglaise.
Une différence théologique majeure entre le protestantisme et le catholicisme est la question de la transsubstantiation, ou la transformation littérale de l'hostie et du vin en corps et sang du Christ, bien que les luthériens et les réformés affirment la présence réelle du Christ dans l'Eucharistie, les premiers en tant qu'union sacramentelle (consubstantiation) et les seconds en tant que présence pneumatique. Les églises protestantes qui ne participaient pas à l'iconoclasme choisissaient souvent comme retables des scènes représentant la Cène. Cela permettait aux fidèles de se rappeler la théologie de l'eucharistie, contrairement aux églises catholiques, qui choisissaient souvent des scènes de crucifixion pour leurs retables afin de rappeler aux fidèles que le sacrifice du Christ et le sacrifice de la messe étaient une seule et même chose, via la transformation littérale de l'eucharistie.

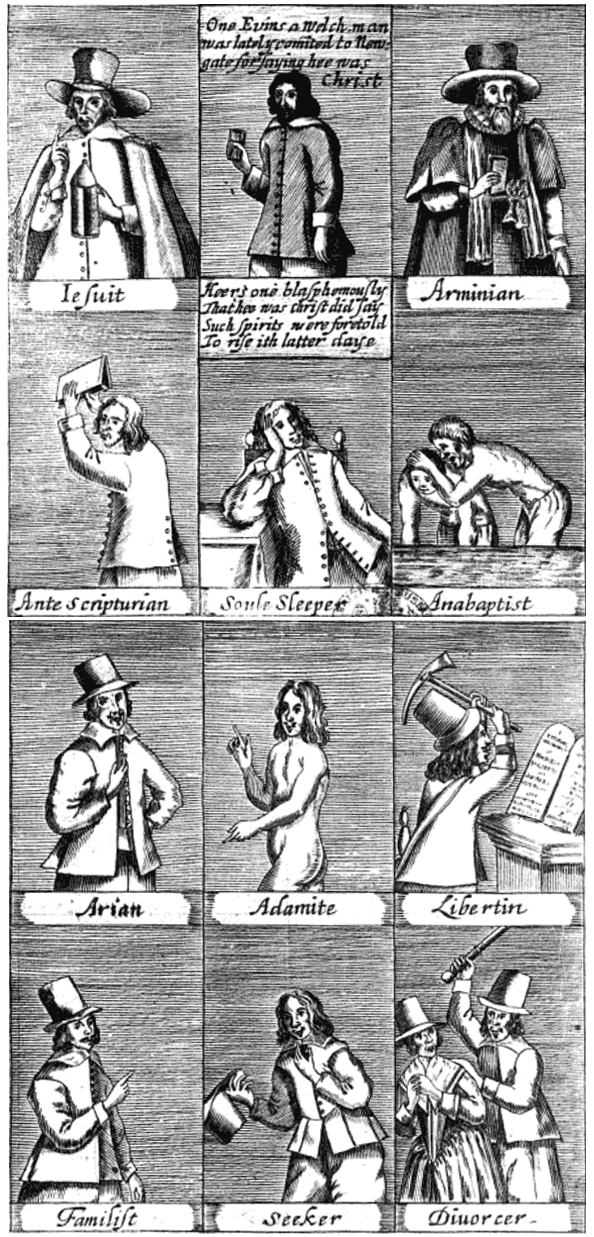
A Catalogue of the several Sects and Opinions in England and other Nations (anonyme, 1647).

La Réforme protestante a également tiré parti de la popularité de la gravure en Europe du Nord. La gravure permet de produire des images en masse et de les mettre à la disposition du public à faible coût. Cela a permis la diffusion à grande échelle d'une imagerie visuellement persuasive. L'Église protestante a donc été en mesure, comme l'Église catholique l'avait fait depuis le début du XVe siècle, d'apporter sa théologie au peuple, et l'éducation religieuse a été transférée de l'Église aux foyers des gens du peuple, formant ainsi un lien direct entre les fidèles et le divin.
Il y a également eu une violente guerre de propagande, menée en partie à l'aide d'estampes populaires des deux camps ; il s'agissait souvent de caricatures très scabreuses de l'autre camp et de ses doctrines. Du côté protestant, les portraits des principaux réformateurs étaient populaires, et leurs portraits représentaient parfois les apôtres et d'autres personnages de scènes bibliques telles que la Cène.

## Peinture de genre et de paysage
Après les premières années de la Réforme, les artistes des régions protestantes ont peint beaucoup moins de sujets religieux pour l'exposition publique, bien qu'il y ait eu un effort conscient pour développer une iconographie protestante de l'illustration de la Bible dans les illustrations de livres et les gravures. Au début de la Réforme, les artistes, notamment Lucas Cranach l'Ancien, Lucas Cranach le Jeune et Hans Holbein le Jeune, ont réalisé des peintures pour les églises montrant les dirigeants de la Réforme d'une manière très similaire aux saints catholiques. Plus tard, le goût protestant s'est détourné de l'exposition de scènes religieuses dans les églises, bien que certaines aient continué à être exposées dans les maisons. Il y eut également une réaction contre les grandes images de la mythologie classique, l'autre manifestation du style élevé de l'époque. Cela a donné naissance à un style plus directement lié à la représentation précise de l'époque actuelle. Les traditions de paysages et de peintures de genre qui allaient s'épanouir pleinement au XVIIe siècle ont débuté à cette époque.

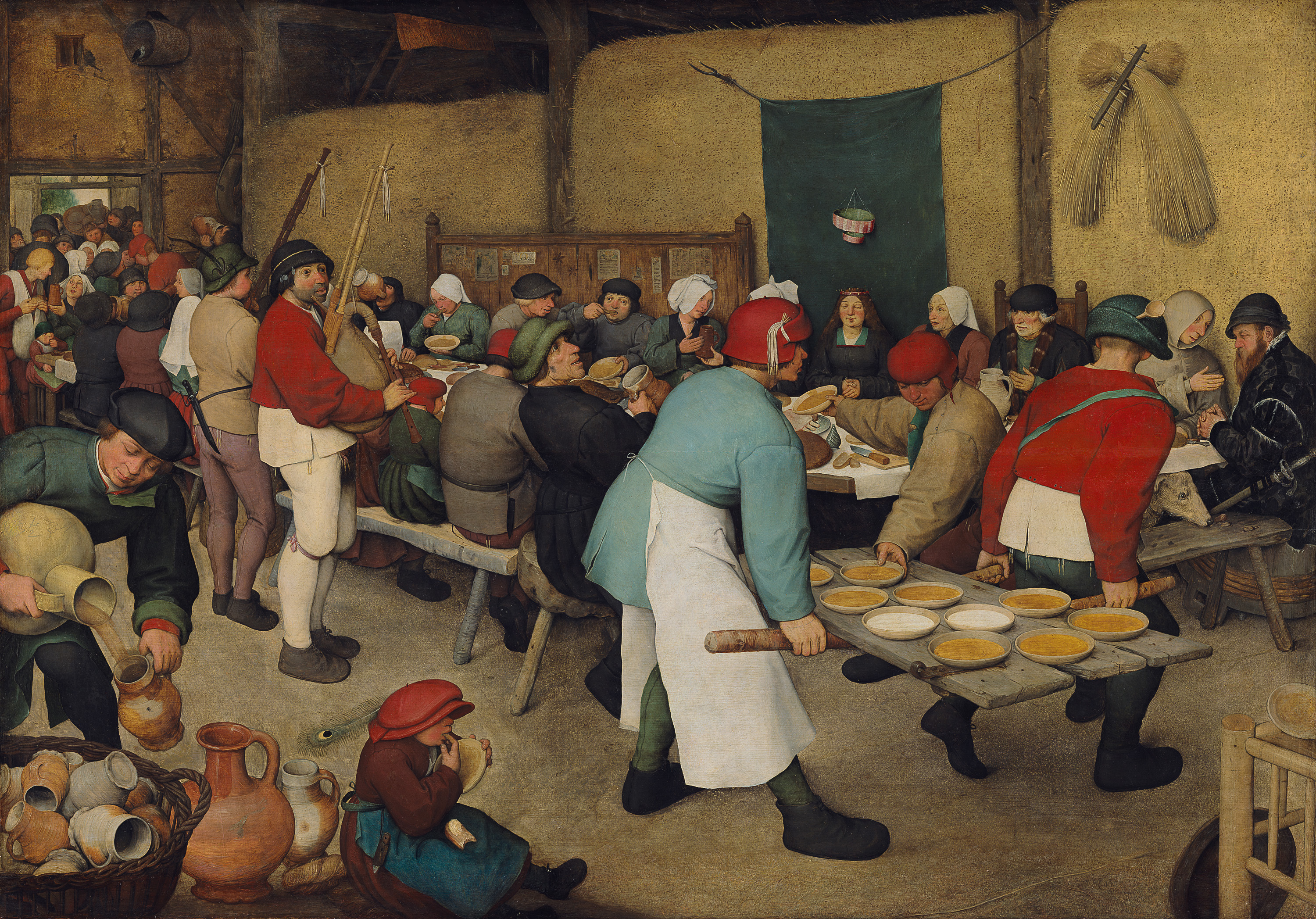
Le Repas de noce (c. 1568, musée d'Histoire de l'art de Vienne).

Pieter Brueghel l'Ancien (1525-1569), peintre et graveur brabançon, est le grand peintre de genre de son époque, qui a travaillé pour des mécènes tant catholiques que protestants. Dans la plupart de ses tableaux, même lorsqu'il dépeint des scènes religieuses, la place la plus importante est accordée aux paysages ou à la vie paysanne dans les Flandres du XVIe siècle. Le Le Repas de noce (c. 1568) de Bruegel représente un dîner de noces de paysans flamands dans une grange, qui ne fait référence à aucun événement religieux, historique ou classique, et donne simplement un aperçu de la vie quotidienne du paysan flamand. Un autre grand peintre de son époque, Lucas van Leyden (1489-1533), est surtout connu pour ses gravures, comme La Laitière, qui représente des paysans avec des vaches à lait. Cette gravure, datant de 1510, soit bien avant la Réforme, ne contient aucune référence à la religion ou au classicisme, bien qu'une grande partie de son œuvre les présente.[pertinence contestée]

La Moisson (1565, Metropolitan Museum of Art).

Bruegel était également un peintre paysagiste accompli. Il peignait fréquemment des paysages agricoles, comme La Moisson (1565) de sa célèbre série des saisons, où il montre des paysans récoltant du blé à la campagne, avec quelques ouvriers prenant une pause déjeuner sous un arbre voisin. Ce type de peinture de paysage, apparemment dépourvu de connotations religieuses ou classiques, a donné naissance à une longue lignée de paysagistes d'Europe du Nord, tels que Jacob van Ruisdael (c. 1628-1682).[réf. nécessaire]
Avec le grand développement du marché de l'estampe à Anvers au XVIe siècle, le public disposait d'images accessibles et abordables. De nombreux artistes ont fourni des dessins aux éditeurs de livres et de gravures, y compris Bruegel. En 1555, Bruegel a commencé à travailler pour Les Quatre Vents, une maison d'édition appartenant à Jérôme Cock. Celle-ci a fourni au public près d'un millier d'eaux-fortes et autres gravures sur deux décennies. Entre 1555 et 1563, Bruegel fournit à Cock près de 40 dessins, qui sont gravés pour le public flamand.
Le style courtois du maniérisme du Nord de la seconde moitié du siècle a été considéré comme étant en partie motivé par le désir des dirigeants du Saint-Empire romain germanique et de la France de trouver un style d'art susceptible de plaire aux membres de l'élite de la cour des deux côtés de la division religieuse,. Ainsi, la controverse religieuse a eu l'effet plutôt ironique d'encourager la mythologie classique dans l'art, puisque, même s'ils pouvaient la désapprouver, les calvinistes les plus sévères ne pouvaient pas prétendre de manière crédible que l'art mythologique du XVIe siècle représentait réellement l'idolâtrie.[réf. souhaitée]

## Concile de Trente

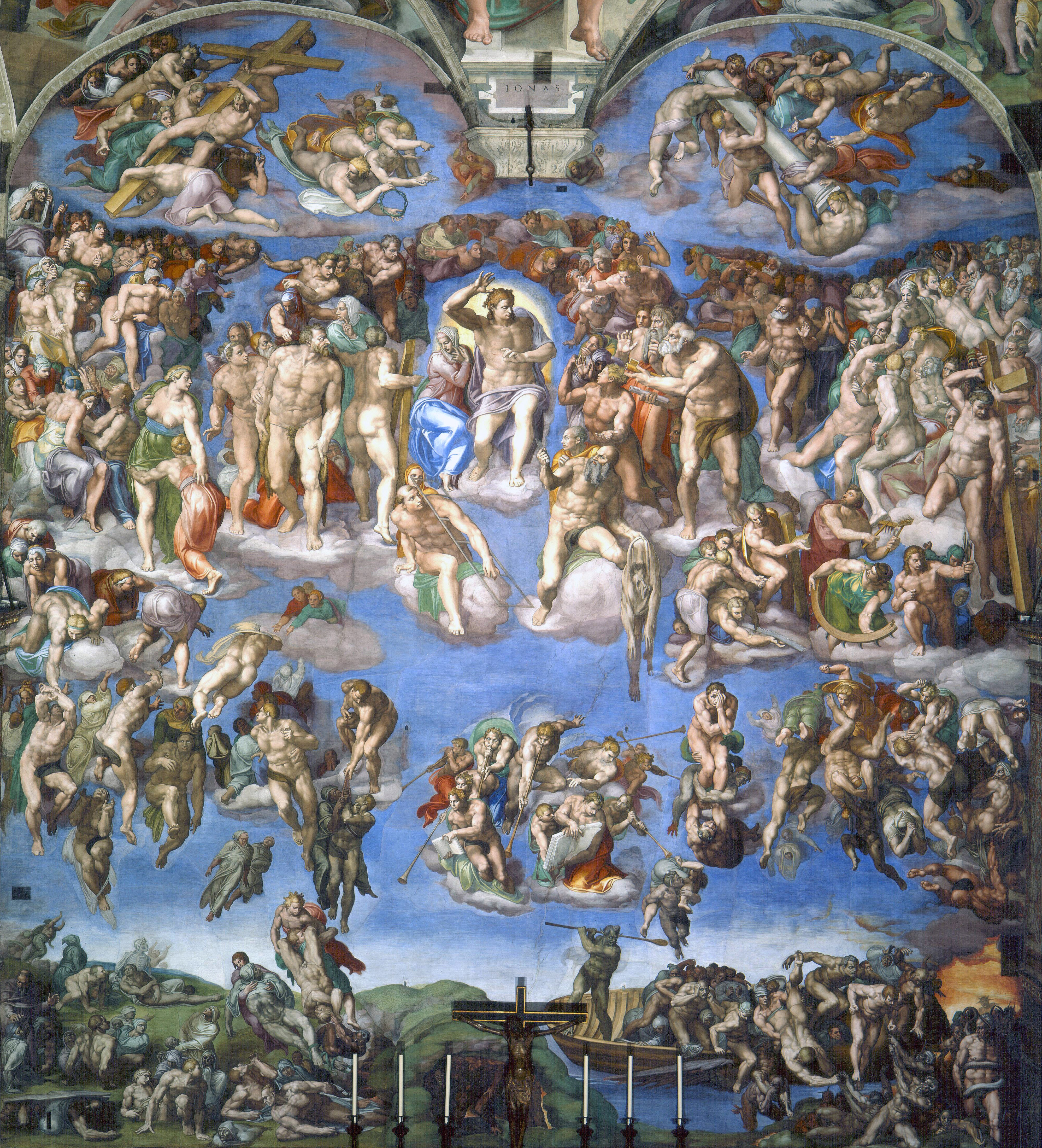
Le Jugement dernier, fresque de Michel-Ange dans la chapelle Sixtine (1534-41) a fait l'objet d'attaques persistantes de la part de la Contre-Réforme en raison, entre autres, de la nudité (qui a été recouverte par la suite pendant plusieurs siècles), du fait que le Christ n'est pas représenté assis ou barbu et de l'inclusion de la figure païenne de Charon.

Pendant la Réforme, une grande divergence est apparue entre l'Église catholique et les réformateurs protestants du Nord concernant le contenu et le style des œuvres d'art. L'Église catholique considérait le protestantisme et l'iconoclasme réformé comme une menace pour l'Église et, en réponse, s'est réunie au concile de Trente pour instituer certaines de ses propres réformes. L'Église estimait que l'art religieux des pays catholiques (en particulier l'Italie) avait perdu de vue le sujet religieux et s'intéressait trop aux choses matérielles et aux qualités décoratives. Le concile s'est réuni périodiquement entre 1545 et 1563. Les réformes qui ont résulté de ce concile ont jeté les bases de ce que l'on appelle la Contre-Réforme.
La peinture italienne après les années 1520, à l'exception notable de l'art de Venise, s'est développée dans le maniérisme, un style très sophistiqué, recherchant l'effet, qui inquiétait de nombreux ecclésiastiques car il manquait d'attrait pour la masse de la population. La pression exercée par l'Église pour restreindre l'imagerie religieuse a affecté l'art à partir des années 1530. Les décrets de la session finale du Concile de Trente en 1563 comprenaient des passages courts et plutôt inexplicites concernant les images religieuses, qui allaient avoir un grand impact sur le développement de l'art catholique. Les précédents conciles de l'Église catholique avaient rarement ressenti le besoin de se prononcer sur ces questions, contrairement aux conciles orthodoxes qui ont souvent statué sur des types d'images spécifiques.
Si l'on trouve des déclarations du type « Les décrets du Concile de Trente stipulaient que l'art devait être direct et convaincant dans sa présentation narrative, qu'il devait fournir une présentation précise du récit biblique ou de la vie du saint, plutôt que d'ajouter des moments accessoires et imaginaires, et qu'il devait encourager la piété », en fait les décrets réels du Concile étaient beaucoup moins explicites que cela, bien que tous ces points soient probablement conformes à leurs intentions. Le très court passage traitant de l'art n'est apparu que lors de la session finale de 1563, comme un ajout de dernière minute et peu discuté, basé sur un projet français. Le décret confirmait la doctrine traditionnelle selon laquelle les images ne représentaient que la personne représentée, et que la vénération qui leur était portée s'adressait à la personne elle-même, et non à l'image, et donnait en outre les instructions suivantes :

« [...] toute superstition sera supprimée [...] toute lascivité sera évitée, de telle sorte que les figures ne seront pas peintes ou ornées d'une beauté excitant la convoitise [...] qu'on ne voie rien qui soit en désordre, ou qui soit disposé de façon inconvenante ou confuse, rien qui soit profane, rien d'indécent, puisque la sainteté convient à la maison de Dieu. Et afin que ces choses soient plus fidèlement observées, le saint Synode ordonne que personne ne soit autorisé à placer ou à faire placer une image inhabituelle, en quelque lieu ou église que ce soit, sauf si cette image a été approuvée par l'évêque [...]. »

Le nombre de traitements décoratifs de sujets religieux a fortement diminué, de même que les pièces maniéristes « inconvenantes ou disposées de manière confuse », car un certain nombre de livres, notamment du théologien flamand Johannes Molanus, de Saint Charles Borromée et du cardinal Gabriele Paleotti, ainsi que les instructions des évêques locaux, ont amplifié les décrets, allant souvent dans le détail de ce qui était acceptable. De nombreuses iconographies traditionnelles considérées comme dépourvues de fondement scripturaire adéquat furent en effet interdites, de même que toute inclusion d'éléments païens classiques dans l'art religieux, et presque toute nudité, y compris celle de l'enfant Jésus. Selon le grand médiéviste Émile Mâle, ce fut « la mort de l'art médiéval ».

## Art pendant la Contre-Réforme

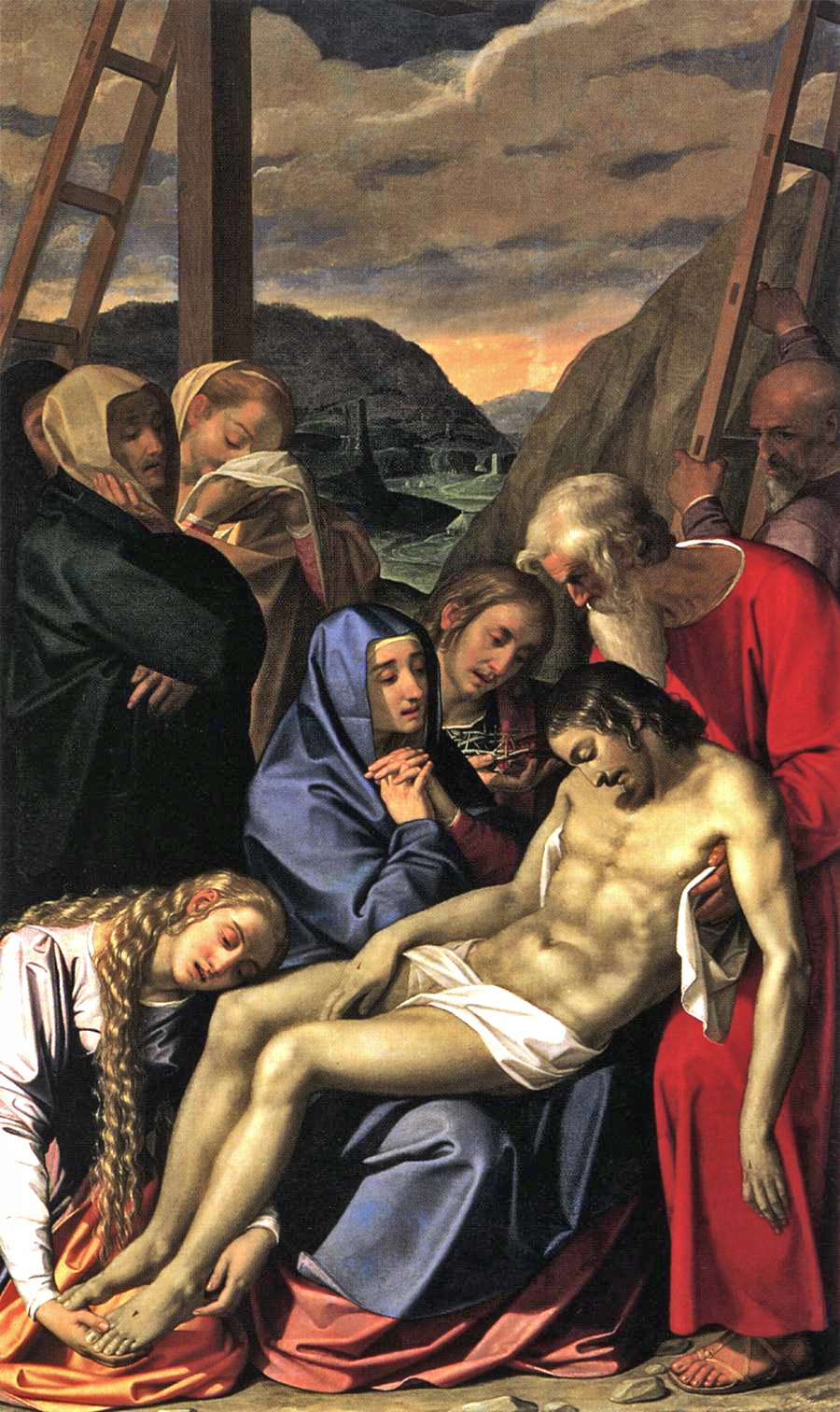
Lamentation du Christ, de Scipione Pulzone (1593, Metropolitan Museum of Art).

Alors que les calvinistes ont largement dissocié l'art public de la religion et que les sociétés réformées se sont orientées vers des formes d'art plus « séculières » dont on pourrait dire qu'elles glorifient Dieu par la représentation de la « beauté naturelle de sa création et par la représentation de personnes créées à son image », l'église catholique de la Contre-Réforme a continué à encourager l'art religieux, mais a insisté pour que son contenu soit strictement religieux, glorifiant Dieu et les traditions catholiques, notamment les sacrements et les saints. De même, « les lieux de culte luthériens contiennent des images et des sculptures non seulement du Christ, mais aussi de saints bibliques et parfois d'autres saints, ainsi que des chaires bien décorées en raison de l'importance de la prédication, des vitraux, des meubles ornés, de magnifiques exemples d'architecture traditionnelle et moderne, des retables sculptés ou autrement embellis, et une utilisation libérale de bougies sur l'autel et ailleurs ». La principale différence entre les lieux de culte luthériens et catholiques romains était la présence du tabernacle dans ces derniers.
Sydney Joseph Freedberg, qui a inventé le terme de contre-maniera, met en garde contre l'établissement d'un lien trop direct entre ce style plus austère de peinture religieuse, qui s'est répandu à partir de Rome vers 1550, et les décrets de Trente, car il les précède de plusieurs années. Il décrit les décrets comme « une codification et une sanction officielle d'un tempérament qui était devenu ostensible dans la culture romaine ».
Le tableau de la Lamentation du Christ (1593) de Scipione Pulzone (1550-1598), commandé pour l'église du Gesù en 1593, est une œuvre de contre-maniera qui démontre clairement ce que le saint concile recherchait dans le nouveau style d'art religieux. Le tableau, dont le centre d'intérêt est la crucifixion du Christ, est conforme au contenu religieux du concile et montre l'histoire de la passion tout en maintenant le Christ dans l'image de l'homme idéal.

Le Repas chez Levi, de Paul Véronèse (1573, Galeries de l'Académie de Venise).

Dix ans après le décret du Concile de Trente, Paolo Veronese (1528-1588) a été convoqué par l'Inquisition romaine pour expliquer pourquoi sa Cène, une immense toile destinée au réfectoire d'un monastère, contenait, selon les termes de l'Inquisition : « des bouffons, des Allemands ivres, des nains et autres scélératesses de ce genre », ainsi que des costumes et des décors extravagants, dans ce qui est effectivement une version fantaisiste d'un festin patricien vénitien. Véronèse se voit demander qu'il change son tableau indécent dans un délai de trois mois ; finalement, il change juste le titre en Le Repas chez Levi, toujours un épisode des Évangiles, mais un épisode moins central sur le plan doctrinal, et on n'en dit pas plus. Il ne fait aucun doute que les autorités protestantes auraient été tout aussi désapprobatrices. Le déclin préexistant des « portraits de donateurs » (ceux qui avaient payé pour qu'un retable ou un autre tableau soit placé dans le tableau) s'est également accéléré ; ils deviennent rares après le Concile.
D'autres vagues d'« art de la Contre-Réforme » se sont produites lorsque des régions autrefois protestantes sont repassées sous la domination catholique. Les églises étaient normalement vides d'images, et de telles périodes pouvaient représenter un boom pour les artistes. L'exemple le plus connu est celui des nouveaux Pays-Bas espagnols (essentiellement la Belgique moderne), qui avaient été le centre du protestantisme aux Pays-Bas, mais qui sont devenus (initialement) exclusivement catholiques après que les Espagnols ont chassé les protestants vers le nord, où ils ont établi les Provinces-Unies. Pierre Paul Rubens (1577-1640), l'un des nombreux peintres baroques flamands à avoir reçu de nombreuses commandes, a produit plusieurs de ses œuvres les plus connues en remplissant les églises vides. Plusieurs villes de France, pendant les guerres de religion, et d'Allemagne, de Bohême et d'ailleurs, pendant la guerre de Trente Ans, ont connu des poussées de reconstitution similaires.
La déclaration plutôt extrême d'un synode à Anvers en 1610, selon laquelle les panneaux centraux des retables ne devraient à l'avenir présenter que des scènes du Nouveau Testament, a certainement été ignorée dans le cas de nombreux tableaux de Rubens et d'autres artistes flamands (et les Jésuites, en particulier, ont continué à commander des retables centrés sur leurs saints), mais les sujets du Nouveau Testament ont probablement augmenté. Les retables deviennent plus grands et plus faciles à distinguer de loin, et les grands retables en bois sculpté peint ou doré qui faisaient la fierté de nombreuses villes du nord du Moyen Âge tardif sont souvent remplacés par des peintures.

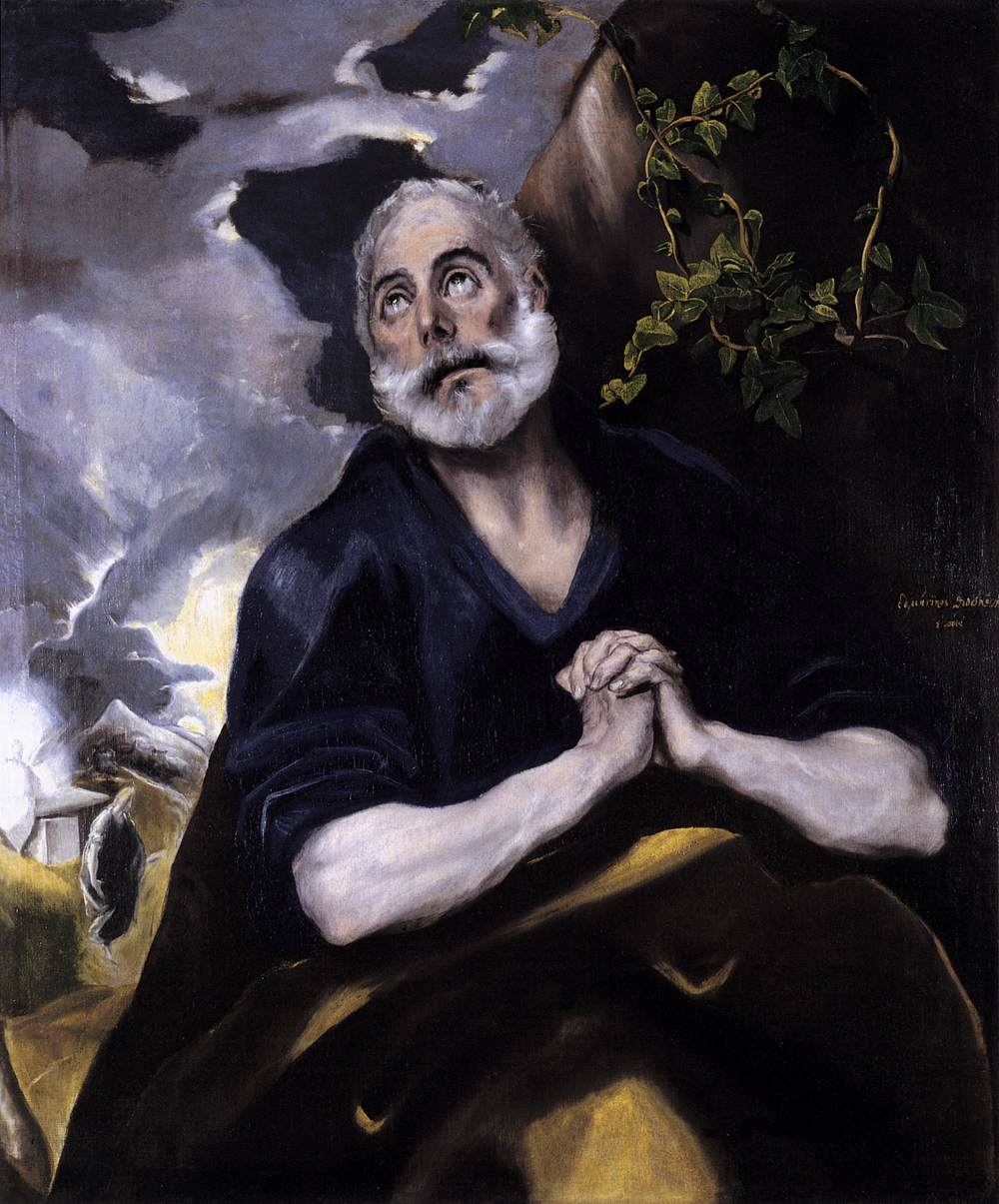
Les Larmes de saint Pierre (Le Greco) (1585, Bowes Museum).

Certains sujets ont été davantage mis en avant pour refléter l'importance de la Contre-Réforme. Le Repentir de Pierre, qui montre la fin de l'épisode du Reniement de Pierre, n'était pas souvent vu avant la Contre-Réforme, lorsqu'il est devenu populaire en tant qu'affirmation du sacrement de la Confession contre les attaques protestantes. Elle faisait suite à un livre influent du cardinal jésuite Robert Bellarmin (1542-1621). L'image montre typiquement Pierre en larmes, sous la forme d'un portrait en demi-longueur sans autres personnages, souvent avec les mains jointes comme à droite, et parfois « le coq » en arrière-plan ; elle était souvent couplée avec une Marie Madeleine repentante, un autre exemple tiré du livre de Bellarmin.
Alors que la Contre-Réforme se renforçait et que l'Église catholique se sentait moins menacée par la Réforme protestante, Rome a recommencé à affirmer son universalité auprès des autres nations du monde. L'ordre religieux des Jésuites a envoyé des missionnaires aux Amériques, dans certaines régions d'Afrique, en Inde et en Asie de l'Est et a utilisé les arts comme un moyen efficace d'articuler son message de domination de l'Église catholique sur la foi chrétienne. L'impact des Jésuites a été si profond au cours de leurs missions de l'époque qu'on trouve aujourd'hui dans le monde entier des styles d'art très similaires de la période de la Contre-Réforme dans les églises catholiques.
Malgré les différences d'approche de l'art religieux, les développements stylistiques ont traversé les divisions religieuses aussi rapidement qu'au sein des deux « blocs ». Sur le plan artistique, Rome est restée en contact plus étroit avec les Pays-Bas qu'avec l'Espagne.